# Малайци
Малайците (на малайски: Orang Melayu; джави: أورڠ ملايو) са австронезийски народ, който обитава главно Малайския полуостров, източните части на Суматра и крайбрежието на Борнео, както и по-малките острови, които лежат между тях. Днес тези места са части от съвременните държави Малайзия, Индонезия, Бруней, Сингапур и Тайланд.
Съществува значително генетично, езиково, културно и обществено разнообразие между подгрупите на малайския етнос, основно поради стотиците години имиграция и асимилация на различни регионални етноси и племена в Югоизточна Азия. В исторически план, малайското население произлиза основно от ранните малайскоговорещи австронезийски и австроазиатски племена, които основават няколко древни морски търгуващи държави и кралства, по-известни от които става Бруней, Кедах, Лангкасука, Ганга Негара, Чи Ту, Накхон Си Тхамарат, Паханд, Мелаю и Шривиджая..
Появяването на Малакския султанат през 15 век отприщва голяма революция в малайската история, значимостта на която се намира в обширното политическо и културно наследство. Общите отличителни черти на малайството (ислямска религия, малайски език и традиции) вероятно са се разпространили именно през този период, което довежда то етногенезата на малайците като голяма етнорелигиозна група в региона. В литературата, архитектурата, кулинарията, традиционното облекло, сценичните изкуства, бойните изкуства и кралските традиции, Малака поставя стандарт, на който по-късните малайски султанства подражават. По време на златния век на малайските султанства на Малайския полуостров, Суматра и Борнео голяма част от населението им, особено от различни племенни общества като Батаки, Даяки, Оранг Асли и Оранг лаути, е подлагано на ислямизация и малаизация. В днешно време някои малайци имат потекло от други части на Югоизточна Азия, докато други са потомци на по-скорошни имигранти от други държави.
В хода на историята си, малайците стават известни като крайбрежна търгуваща общност с разтегливи културни характеристики. Те абсорбират, споделят и предават много културни черти на други местни етнически групи. Етнически малайци са основният източник за етнокултурното развитие на сходните бетави и банджари, както и за развитието на малайската търговия и креолски езици.

## Произход
Изследвания на генетичния модел на съвременните малайци разкриват комплексна история на смесване на човешки популации. Анализите сочат, че малайците са генетически разнообразни и че съществуват значителни разлики между различните популации на малайците. Тези разлики вероятно са породени от географска изолация и независимо примесване през продължителни периоди. Оказва се, че няма един-единствен представителен генетичен компонент, а четири големи потомствени компонента: австронезийски, прото-малайски, източноазиатски и южноазиатски. Най-голяма част от генетичния състав на малайците приспада на австронезийските аборигени и прото-малайците. Австронезийският компонент е свързан с тайванските народи ами и атаял. Прото-малайците имат генетични свидетелства, че са се преместили от Юнан в Китай преди около 4000 – 6000 години. Примесването с южноазиатците (индийците) вероятно е настъпило преди около 2200 г., докато смесването с източноазиатците (китайците) вероятно е по-скорошно (преди около 100 – 200 години), макар такова да се е случвало и преди 15 век на остров Ява. Съществуват и малки примеси от други етнически групи като негритос (най-ранното население на Малайския полуостров), централноазиатци и европейци. Повечето от тези събития на примесване са се случили преди около 175 – 1500 години. На самия Малайски полуостров малайците се разделят генетически на различни струпвания между северната и южната част на полуострова.

## История
Сведения за човешко присъствие на територията на Малайзия датират отпреди 40 000 години. Търговци от Индия и Китай започват да посещават бреговете на Малайзия през I век и оказват сериозно влияние над местното население, което приема индуизма и будизма. Кралство Лангкасука, образувана към II век владее северната част на Малайския полуостров до XV век. Южната част на полуострова се управлява от морската империя Шривиджая до 13 век, а след падането ѝ от империята Маджапахит. Ислямът започва да се разпространява на полуострова през 14 век, а през 1402 г. принц Парамесвара основава Малакския султанат. Принцът приема исляма за официална религия и така ускорява разпространението му.
Португалците завладяват Малака през 1511 г., а през 1641 г. страната преминава в ръцете на холандците. Британците се появяват в района през 1786 г., когато султанът на Кедах им отстъпва Пенанг. Към 1826 г. под британско управление вече са освен Пенанг и Сингапур, Малака и Лабуан, формиращи колонията Стрейтс Сетълмънтс. Към края на 19 век се образуват Федерални малайски щати – федерация на четири малайски щата – Перак, Негери Сембилан, Паханг и Селангор, която е под британски протекторат. През 1946 г. федерацията се обединява със Стрейтс Сетълмънтс в Малайски съюз, който през 1948 г. се трансформира във Федерация Малайзия. Федерацията обявява независимост на 31 август 1957. През 1963 г. се създава държавата Малайзия, като към досегашните територии се присъединяват Сабах и Саравак.

## Култура

### Език
Малайският език е един от по-говорените езици в света и в австронезийското семейство. Варианти и диалекти на малайския се използват като официален език в Бруней, Малайзия, Индонезия и Сингапур. Езикът е разпространен и в Тайланд, Кокосовите острови, Роджество и Шри Ланка. Езикът е роден за приблизително 33 милиона души в Малайския архипелаг и е говорен като втори език от около 220 милиона души. Най-старата форма на малайския произлиза от прото-малайо-полинезийския език, говорен от най-ранните австронезийски заселници в Югоизточна Азия.
Ерата на Малакския султанат маркира преобразуването на малайския език в ислямски език, по сходен начин като арабския, персийския, урду и суахили. Адаптирана е арабска писменост, наречена джави, която замества индийското писмо. Така малайският става език за разпространение на исляма в региона на Югоизточна Азия. В апогея на Малакската власт през 15 век класическият малайски език се разпространява отвъд традиционния малайскоговорещ свят и води да образуването на лингва франка. По времето на британското и холандското колониално господство в Малайския архипелаг, малайският език е най-широко използваният.
Диалектът, говорен в Джохорския султанат, прекия наследник на Малака, става стандартният говор сред малайците в Сингапур и Малайзия и сформира първоначалната основа за стандартизирания индонезийски език. Освен стандартния малайски, говорен в областта на Малака-Джохор, съществуват и различни местни диалекти на малайския.
В миналото малайският език се е изписвал на различни псмености: палава, кави и ренконг. Приетата покрай исляма арабска писменост джави се използва и до днес в Бруней като официална, а в Малайзия е алтернатива. След 17 век, в резултат на британскат аи холандската колонизация, джави постепенно бива изместен от латинизираната писменост руми, която накрая става официалната съвременна писменост на малайския език в Малайзия, Сингапур и Индонезия и Бруней.

### Религия
Ранните малайски общности са като цяло анимистки и вярват в съществуването на семангат (духове) във всичко. С началото на новата ера индуизма и будизма започват да си проправят път чрез южноазиатските търговци към Малайския архипелаг, където процъфтяват до 13 век, преди да пристигне исляма чрез арабски, южноазиатски и китайски мюсюлмански търговци. През 15 век сунитският ислям процъфтява в малайския свят при управлението на султаната Малака. За разлика от индуизма, който променя малайското общество само повърхностно, ислямът се вкоренява в сърцата на малайците. След този период малайците придобиват традиционна идентификация с исляма и оттогава не са си сменили религията. През 1970-те години ислямското пробуждане в мюсюлманския свят кара малайците да изоставят много традиции, които противоречат на философията на исляма.

### Архитектура
Различни културни влияния, особено китайски, индийски и европейски, играят голяма роля в образуването на малайската архитектура. До неотдавна дървото е основен материал за изграждането на всякакви традиционни малайски сгради. Въпреки това, са открити и каменни постройки в религиозни комплекси от времето на Шривиджая. Все пак, по-голямата част от архитектурата на Шривиджая се намира в областта Чая, днешен Тайланд, която е важен център през този период.
Ранни сведения за малайската архитектура присъстват в китайските записи от 7 век. По това време е докладвано, че столицата на Чи Ту има три портала, декорирани с картини с будистки мотиви и женски духове.
Традиционните малайски жилища се строят чрез проста рамка от дървесина. Те имат остри покриви, веранди отпред, високи тавани, много отвори в стените за вентилация и често се украсяват с дърворезба. Красотата и качеството на тази дърворезба в миналото има за цел да показва социалния статут на собствениците на дома.

### Изобразително изкуство
Дърворезбата е част от класическото малайско изобразително изкуство. Малайците традиционно украсяват паметниците, лодките, оръжията, гробниците, музикалните инструменти и приборите с растителни мотиви, калиграфия, геометрия и космически черти. Изкуството се постига чрез премахването на дървесина с остри инструменти и следването на определени модели, композиции и подредби.
Тази форма на изкуство се приписва основно на изобилието от дървесина в Малайския архипелаг. Използваното дърво обикновено е от тропически дървесни видове с твърда дървесина, която е издръжлива и би могла да устои на гъби, бръмбари и термити. Традиционните малайски къщи и джамии са били украсявани с повече от 20 дърворезби.

### Кухня
Различните малайски региони имат свои уникални ястия. Основната характеристика на традиционната малайска кухня е безспорно обилната употреба на подправки. Кокосовото мляко също играе важна роля в придаването на малайските ястия богат и кремообразен характер. Друга важна съставка е пастата от скариди белакан. При готвенето често използвана е и лимоновата трева.
Почти всяко малайско ястие се сервира с ориз, който е основен хранителен продукт като цяло в Източна Азия. Въпреки че има различни видове малайски ястия, всички те се сервират наведнъж, а не последователно. Храната се яде деликатно с пръстите на дясната ръка и никога с лявата, а прибори рядко се употребяват. Тъй като повечето малайци са и мюсюлмани, кухнята им следва строго ислямския хранителен код халал – свинското месо и алкохолът не присъстват в малайската диета.
Наси лемак (ориз с кокосово мляко) е може би най-популярното ястие из малайските градове и села. Това е и националното ястие на Малайзия.

### Сценични изкуства
Малайците имат различни видове музика и танци, които са смесица от различни културни влияния. Хореографските движения могат да варират от прости стъпки до сложни движения, а жанровете могат да се разпростират от традиционни фолклорни драми до арабски танци.
Традиционната малайска музика е перкусионна. Различни гонгове дават ритъма на много танци. Присъстват барабани с различни размери, от големи за важни събития до малки за акомпаниране на рецитации при религиозни церемонии.

### Облекло
В малайската култура, дрехите и текстилите се тачат като символи на красота, сила и статут. Малайската тъкачна промишленост може да бъде проследена до 13 век, когато източният търговски път процъфтява под контрола на династията Сун. Много китайски и арабски източници споменават за местните текстили и тъкането им.
Класическата малайска премяна за мъже е съставена от баджу (риза) или текуа (риза с дълъг ръкав), баджу ромпи (елек), селана (панталони), саронг около кръста, капал (сандали) и танджак или тангколок на главата. Традиционните малайски официални дрехи се различават между регионите, но най-популярните са Баджу Курунг (за жени) и Баджу Мелаю (за мъже), като и двете се считат за национално облекло на Малайзия и Бруней и се носят в малайските общности в Индонезия, Сингапур и Тайланд.
За разлика от Баджу Мелаю, което се носи само като церемониално облекло, Баджу Курунг е ежедневно облекло, което се носи през цялата година от жените.